# Mardy Collins
Maurice Rodney "Mardy" Collins (Filadelfia, Pensilvania, 4 de agosto de 1984) es un exjugador de baloncesto estadounidense. Con 1.98 metros de estatura, jugaba en el puesto de alero.

## Carrera

### Universidad
Desde la universidad, Collins está considerado como un jugador en equipo y gran defensor. En la temporada 2005-06 en la Universidad de Temple, robó 89 balones y promedió 16.9 puntos, 4.7 rebotes y 4 asistencias. Antes de jugar en Temple, Collins asistió al Instituto Simon Gratz, en el que ya estudiaron jugadores de la NBA como Aaron McKie y Rasheed Wallace.

### NBA
Fue seleccionado por New York Knicks en la 29.ª posición del Draft de 2006. El 16 de diciembre de 2006, debido a una pelea entre jugadores ante Denver Nuggets, Collins fue suspendido por la liga con 6 partidos. Finalizó la campaña jugando bastantes minutos y firmando partidos por encima de los 20 puntos y 10 rebotes para promediar en la campaña 4.5 puntos, 2 rebotes y 1.6 asistencias por noche en 52 encuentros, 9 de ellos como titular.
El 21 de noviembre de 2008, fue traspasado a Los Angeles Clippers junto con Zach Randolph a cambio de Cuttino Mobley y Tim Thomas.

## Estadísticas de su carrera en la NBA

### Temporada regular
| Año     | Equipo        | PJ  | PT | MPP  | %TC  | %3P  | %TL  | RPP | APP | ROB | TPP | PPP |
| ------- | ------------- | --- | -- | ---- | ---- | ---- | ---- | --- | --- | --- | --- | --- |
| 2006-07 | New York      | 52  | 9  | 14.9 | .382 | .277 | .585 | 2.0 | 1.6 | .6  | .1  | 4.5 |
| 2007-08 | New York      | 46  | 8  | 13.8 | .326 | .250 | .605 | 1.6 | 1.9 | .5  | .2  | 3.2 |
| 2008-09 | New York      | 9   | 0  | 8.3  | .348 | .000 | .444 | .9  | 1.1 | .2  | .0  | 2.2 |
| 2008-09 | L.A. Clippers | 39  | 14 | 20.9 | .433 | .464 | .649 | 2.5 | 2.6 | .7  | .3  | 5.9 |
| 2009-10 | L.A. Clippers | 43  | 0  | 10.9 | .367 | .235 | .619 | 1.2 | 1.0 | .5  | .0  | 2.6 |
| Total   | Total         | 189 | 31 | 14.7 | .380 | .299 | .599 | 1.8 | 1.7 | .6  | .1  | 3.9 |